# Dusze
Dusze – wieś w Polsce położona w województwie podlaskim, w powiecie grajewskim, w gminie Radziłów
Wierni kościoła rzymskokatolickiego należą do parafii św. Jadwigi w Łojach-Awissach.

## Historia
W latach 1921–1939 wieś leżała w województwie białostockim, w powiecie kolneńskim (od 1932 w powiecie łomżyńskim), w gminie Przytuły.
Według Powszechnego Spisu Ludności z 1921 roku wieś zamieszkiwało 59 osób w 12 budynkach. Miejscowość należała do miejscowej parafii rzymskokatolickiej w m. Przytuły. Podlegała pod Sąd Grodzki w Stawiskach i Okręgowy w Łomży; właściwy urząd pocztowy mieścił się w m. Jedwabne.
W latach 1975–1998 miejscowość należała administracyjnie do województwa łomżyńskiego.